# ГЕС Nam Gnouang
ГЕС Nam Gnouang — гідроелектростанція у центральній частині Лаосу. Використовує ресурс із річки Nam Gnouang, правої притоки Nam Kading, яка в свою чергу є лівою притокою найбільшої річки Південно-Східної Азії Меконгу (впадає до Південно-Китайського моря на узбережжі В'єтнаму).
У межах проекту річку перекрили греблею з ущільненого котком бетону висотою 70 метрів та довжиною 470 метрів, яка потребувала 383 тис. м3 матеріалу. Вона утворила велике водосховище з площею поверхні 105 км2 та об'ємом 2450 млн м3 (корисний об'єм 2262 млн м3), в якому припустиме коливання рівня поверхні у операційному режимі між позначками 420 та 455 метрів НРМ.
Створення резервуару було пов'язане з розширенням ГЕС Theun Hinboun, котра споживає воду з Nam Kading нижче за устя Nam Gnouang. Втім, наявний при греблі значний перепад висот забезпечив умови для появи тут окремої ГЕС Nam Gnouang, основне обладнання якої становлять дві турбіни типу Френсіс потужністю по 30 МВт, які працюють при напорі у 47 метрів.
Проект, введений в експлуатацію у 2010 році, реалізували співвласники ГЕС Theun Hinboun — місцева державна компанія Electricité du Laos (60 %), а також тайська Greater Mekong Subregion та норвезька SN Power (по 20 %).